# Ticket to Paradise (1936)
Ticket to Paradise (bra: Uma Viagem ao Paraíso) é um filme de drama estadunidense de 1936 dirigido por Aubrey Scotto, escrito por Jack Natteford e Nathanael West, e estrelado por Roger Pryor, Wendy Barrie, Claude Gillingwater, Andrew Tombes, Luis Alberni e EE Clive. Estreou em 25 de junho de 1936, pela Republic Pictures.

## Sinopse
Enquanto corria para o aeroporto para pegar um avião, um homem se envolve em um acidente de carro e perde a memória.

## Elenco
- Roger Pryor[7] como Terry Dodd aka Jack Doe
- Wendy Barrie como Jane Forbes
- Claude Gillingwater como Robert Forbes
- Andrew Tombes como Nirney
- Luis Alberni como Dr. Munson aka Monte
- E. E. Clive como Barkins
- Stanley Fields como Dan Kelly
- Theodore von Eltz como George Small
- Russell Hicks como Colton
- Herbert Rawlinson como Fred Townsend
- John Sheehan como Motorista de Táxi
- Earle Hodgins como Partida de Táxi
- Grace Hayle as Minnie Dawson
- Harry Woods como John Dawson
- Gavin Gordon como Tony Bates
- Harry Harvey Sr. como Spotter
- Duke York como Leiteiro
- Eric Mayne como Dr. Eckstrom
- Bud Jamison como Despachante de Táxi
- Wallace Gregory como Estagiário
- Fern Emmett como Enfermeira
- Eleanor Huntley como Enfermeira
- Harrison Greene como Homem de Carrossel
- Shirley O'Brien como Gracie